# Xoán Vicente Viqueira

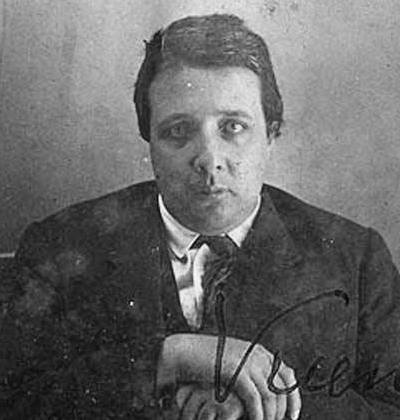
Xoán Vicente Viqueira.

Xoán Vicente Viqueira Cortón (Madrid, 22 d'octubre de 1886 - Bergondo, La Corunya, 29 d'agost de 1924) va ser un escriptor gallec. De família gallega, va néixer a Madrid, però va viure fins als dotze anys en la parròquia de Vixoi, a Bergondo. En 1898 es va traslladar a Madrid per a estudiar en la Institución Libre de Enseñanza, que va posar-lo en contacte amb el pensament científic modern. Des dels quinze anys va sofrir una malaltia crònica en un maluc, que el va fer passar èpoques immobilitzat i fins i tot va ser operat a París dues vegades. El 1911 es va llicenciar en filosofia per la Universitat de Madrid i va ampliar estudis a Alemanya fins a 1914. Després de fer classe en la Institució Lliure d'Ensenyament va aprovar per oposició a l'abril de 1917 la càtedra de psicologia de l'Institut de Santiago de Compostel·la. Al maig va casar amb Jacinta Landa i a la fi d'any es va traslladar a l'Institut de La Corunya. Allí va ingressar en les Irmandades da Fala, arribant fins i tot a ser el president de les Irmandades de La Corunya, i va col·laborar amb A Nosa Terra.

## Obra
Viqueira va escriure en castellà obres sobre filosofia, psicologia i pedagogia com Introducción a la Psicología pedagógica, Elementos de ética, Lecciones elementales de historia de la filosofía, Ética y metafísica, La psicología contemporánea» i va traduir obres de Teòcrit de Siracusa, Immanuel Kant i David Hume.
La majoria de la producció en gallec la van editar els seus amics en el volum Ensanyos y poesías el 1930. Viqueira es va centrar sobretot en el sistema educatiu, en la seva galleguització i en la seva reforma, així com en l'ortografia del gallec que volia que s'acostés a la portuguesa. L'article publicat a A Nosa Terra el 1918 «Pol-a reforma da ortografia», és considerat per alguns com el naixement del «reintegracionisme». El 1974 se li va dedicar el Dia de les Lletres Gallegues.